# Falso storico
Un falso storico è un documento, un'opera o altro che, pur apparendo autentico, è in realtà stato realizzato perlopiù a scopo di frode utilizzando informazioni inesatte o inventate oppure impiegando tecniche, materiali e stili appartenenti a epoche precedenti rispetto a quella della sua effettiva creazione.
Contrariamente a quanto si potrebbe pensare, riconoscere un falso storico non è un processo immediato né intuitivo. È essenziale considerare il contesto storico, le tendenze artistiche del periodo e gli eventi che hanno coinvolto il bene in questione.

## Architettura

Prima pagina de "La Domenica del Corriere" riportante la notizia e la grafica del crollo del Campanile di San Marco - 1902, Venezia

Un apporto fondamentale nella definizione di "falso storico" è da attribuirsi allo storico e critico d'arte Cesare Brandi. Nella raccolta di saggi "Teoria del Restauro", egli sostiene l'importanza di ristabilire l'unità potenziale dell'opera integrando però in maniera facilmente in individuabile e identificabile.

### Venezia, il campanile di San Marco
Il Campanile di San Marco, nella forma che oggi conosciamo, è in realtà un esempio emblematico di falso storico architettonico. Il campanile originale fu costruito tra il IX e il X secolo e nel tempo divenne un simbolo dell’identità veneziana. Per secoli fu protagonista di eventi che ne misero a dura prova la struttura e la stabilità fino al 14 luglio 1902, poco dopo le 9 del mattino, quando la storica torre campanaria crollò improvvisamente.

Cartolina storica (1910) raffigurante il volo di un dirigibile militare su Venezia. E' possibile notare i lavori di ricostruzione del Campanile di San Marco. Gabinetto Fotografico Nazionale, Fondo Ferro Candilera.

La "Gazzetta di Venezia" dell’epoca descrisse l’evento:
È prodigioso che la dove poteva succedere una spaventosa ecatombe, dove il sangue poteva scorrere a torrenti, non una sola vittima si abbia a lamentare, non una sola goccia di sangue»
Fin dai primi istanti nell'animo dei Veneziani si sviluppò un sentimento comune, favorevole ad una ricostruzione fedele alla formula "com'era, dov'era" proposta dal sindaco Filippo Grimani.
Oggi il Campanile di San Marco rappresenta uno dei più noti esempi di ricostruzione mimetica in ambito architettonico italiano: un monumento apparentemente antico, in realtà interamente moderno.

### Milano, la torre del Filarete
Il Castello Sforzesco, uno dei simboli di Milano sin dagli anni Sessanta del XIV secolo, rappresenta un esempio di falso storico nell'architettura italiana. In seguito all'esplosione che coinvolse la Torre del Filarete nel 1521, il Castello cambiò più e più volte destinazione d'uso, rischiando la demolizione da parte del popolo milanese in segno di rivalsa per dimenticare i secoli di giogo austriaco. 
La cultura storica prevalse e i lavori di ricostruzione vennero affidati all'architetto Luca Beltrami. In seguito ad una approfondita ricerca documentale, il Castello venne restaurato ad immagine e somiglianza dell'originale, cancellando i segni del tempo.

### Firenze, la facciata del Duomo di Santa Maria del Fiore
La facciata di Santa Maria del Fiore fu uno degli elementi più tormentati nella storia della costruzione della cattedrale fiorentina e la sua forma finale rientra a pieno titolo nella definizione di falso storico. 
Fin dal XVIII vennero realizzate diverse facciate posticce e, solo nel 1867, l'architetto Emilio De Fabris vinse un concorso per realizzare l'apparato decorativo basilicale caratterizzato dall'utilizzo di marmi policromi, volutamente ispirato allo stile fiorentino del Trecento. 
La basilica venne inaugurata 12 maggio 1887 e il mondo si divise tra entusiastiche approvazioni e aspre critiche. Un forte sostenitore della prima fazione fu il politico italiano Marco Tabarrini che celebrò l’opera di De Fabris, dicendo:

### Firenze, il Ponte di Santa Trinita
Un altro edificio di Firenze, tra i più amati dal popolo fiorentino, può essere definito come falso storico. Il ponte di Santa Trinita, commissionato da Cosimo de Medici allo scultore e architetto Bartolomeo Ammannati, venne minato dalle truppe tedesche in ritirata nell'agosto del 1944.

La lapide commemora la ricostruzione del Ponte a Santa Trinità, promossa da un comitato istituito (1955-57) a seguito della distruzione del 1944.

Pochi giorni dopo iniziarono i lavori di salvataggio dei materiali del ponte dando vita a due fronti contrapposti: i sostenitori di una ricostruzione à l’identique e coloro che guardavano alla ricostruzione ex-novo come un tentativo falso e tendenzioso di modificare la storia.
Nel 1946 le parti giunsero ad un accordo, il ponte sarebbe stato ricostruito utilizzando i suoi elementi originari sostituendo però la struttura interna in muratura con un’anima in cemento armato inserita in un guscio di pietraforte e calce idraulica.
L'inaugurazione, avvenuta nel 1957, non riuscì comunque a sopire le critiche. Cesare Brandi, ammirando il ponte ricostruito, polemizzò: 

### Cassino, l'Abbazia di Monte Cassino
Nell'inverno del 1944 le forze alleate ricevettero l'ordine di distruggere tutte le strutture ritenute strategiche per i tedeschi, tra cui l’Abbazia di Montecassino. L'edificio venne ridotto a un cumulo di rovine e polvere.

Stralcio di giornale propagandistico con articolo intitolato "I liberatori a Monte Cassino". Immagini che mostrano i profughi e le condizioni dell'Abbazia dopo il bombardamento.

Fu proprio l'atto di ricostruzione, fortemente voluto dall'abate Ildefonso Rea, a far diventare l'abbazia un falso storico architettonico. 
Nonostante le inevitabili contrapposte fazioni, nel 1946 la struttura benedettina venne ripristinata “com’era e dov’era” secondo il progetto seicentesco di Cosimo Fanzago (1591-1678). La ricostruzione venne affidata all'ingegner Giuseppe Breccia Fratadocchi. Dieci anni dopo, il collegio laicale e il seminario diocesano riaprirono le porte e ripreso l’attività didattica e nel 1964 Papa Paolo VI consacrò la basilica e i lavori vennero dichiarati ufficialmente conclusi.

## Storia
Un famoso falso documentario fu la cosiddetta donazione di Costantino. Un altro esempio che a suo tempo destò notevole scalpore fu la finta scoperta nel 1789 di un gruppo di documenti autografi di William Shakespeare, in realtà opera di William Henry Ireland, contenenti, tra le altre cose, un dramma inedito e alcune lettere alla moglie Anne Hathaway (gli Ireland Shakespeare forgeries). 
Nell'Italia ottocentesca furono famose le Carte di Arborea, falsi documenti medievali redatti da un frate, che trassero in inganno diversi storici di fama come Pietro Martini. I cosiddetti Protocolli dei Savi di Sion dei primi anni del XX secolo nella Russia imperiale, attribuiti a una fantomatica cospirazione ebraica e massonica, sono un altro falso documentario famoso.